# Hallee Hirsh
Pour les articles homonymes, voir Hirsh.
Hallee Hirsh est une actrice et productrice de cinéma américaine née le 16 décembre 1987 à Omaha Nebraska.
Elle a joué dans des séries comme Urgences (où elle tient le rôle de la fille du docteur Mark Greene), JAG (elle est la pupille de Harmon Rabb) ou Le Crash du vol 29.

## Filmographie
- 1993 - 1995 : Amoureusement vôtre (TV) : Heather Rose Forbes (n°2)
- 1993 - 1998 : Late Show with David Letterman (TV)
- 1994 : Saturday Night Live (TV) : Caroline Giuliani
- 1996 : La Force du destin (All My Children) (TV) (épisode 6765)
- 1996 : As the World Turns (TV) : Annie Hasbrook
- 1997 : Norville and Trudy : Bobbie Kockenlocker
- 1997 : Lolita d'Adrian Lyne : la petite fille en costume de lapin
- 1997 : What the Deaf Man Heard (Les secrets du silence) (TV) : Tallasse jeune
- 1998 : Carson's Vertical Suburbia (TV) : Penelope
- 1998 : Contre-jour de Carl Franklin : Ellen à 8 ans
- 1998 : Saint Maybe (Saint lendemain) (TV) : Agatha jeune
- 1998 : Vous avez un message (You've Got Mail) de Nora Ephron : Annabelle Fox
- 1998 : New York, police judiciaire (TV) (saison 8 épisode 14) : Gillian Lanetti
- 1999 : LateLine (saison 2 épisode 4) : Jennifer Karp
- 1999 : Spring Forward : Hope
- 1999 : New York, police judiciaire (TV) (saison 10 épisode 2) : Jenny Brandt
- 2000 : Joe Gould's Secret (TV) : Nora Mitchell
- 2000 : Le plus beau cadeau de Noël (TV) : Allie / Allison Rachel Thompson
- 2000 : Amy (TV) (saison 1 épisode 14 et saison 2 épisode 7) : Jodi Larson Pruitt
- 2001 : The Gene Pool (TV) : Dina Fineman
- 2001 : Associées pour la loi (Family Law) (TV) (saison 3 épisode 3) : Katie Pollack
- 2001 - 2009 : Urgences (TV) - Rachel Greene (14 épisodes)
- 2002 : Désordre affectif (My Sister's Keeper) (TV) : Judy Chapman jeune
- 2002 : Emma Brody (TV) (pilote) : Liv Faulkner
- 2002 : Incest (court-métrage, également productrice) : Liz
- 2002 : Les Feux de l'amour (TV) (épisode 7458) : Abby
- 2002 : Manna from Heaven de Gabrielle Burton et Maria Burton : Theresa jeune
- 2002 : Le Protecteur (The Guardian) (TV) (saison 2 épisode 7) : Andrea Caffey
- 2003 - 2005 : JAG (TV) : Mathilda Grace Johnson (17 épisodes)
- 2004 : Speak (TV) : Rachel
- 2004 : Six Feet Under (TV) (saison 4 épisode 3) : Kaitlin Stolte
- 2004 : Will et Grace (TV) (saison 7 épisode 12) : Olivia Walker
- 2005 : Happy Endings : Mamie à 17 ans
- 2005 : Nip/Tuck (TV) (saison 3 épisode 10) : Madison Berg
- 2005 - 2006 : Le Crash du vol 29 (TV) - Daley (30 épisodes)
- 2006 : Grey's Anatomy (TV) (saison 2 épisode 26 & 27) : Claire
- 2006 : Cœurs sauvages (Wild Hearts) (TV) : Madison
- 2006 : FBI : Portés disparus (TV) (saison 5 épisode 4) : Malia Norton
- 2006 : E ! True Hollywood Story (TV)
- 2007 : Boston Justice (TV) (saison 3 épisode 14) : Michelle Cabot-Levinson
- 2007 : Flight 29 Down : The Movie (TV) (post-production) : Daley
- 2007 : Cold Case : Affaires classées (saison 5 épisode 2) : Tina Quinn en 1998
- 2008 : 90210 (saison 1, épisode 1 et 2) : Hannah Zuckerman Vasquez
- 2008 : Ghost Whisperer (saison 3, épisode 13) : Amy Benzing
- 2009 : Un Noël très très gay : Abby Mancuso
- 2009 : Private Practice (saison 3 épisode 7 : The Hard Part) (TV) : Melissa
- 2009 : Esprits criminels (saison 5, épisode 5) : Carol
- 2011 : The Lord of the Light : Sarah
- 2013 : Portées disparues (Hidden Away) (TV) : Amy
- 2013 : La Maison du silence (Bad Behavior) de Nicholas Brandt et Lisa Hamil : Zoe